# Amtsgericht Nettetal

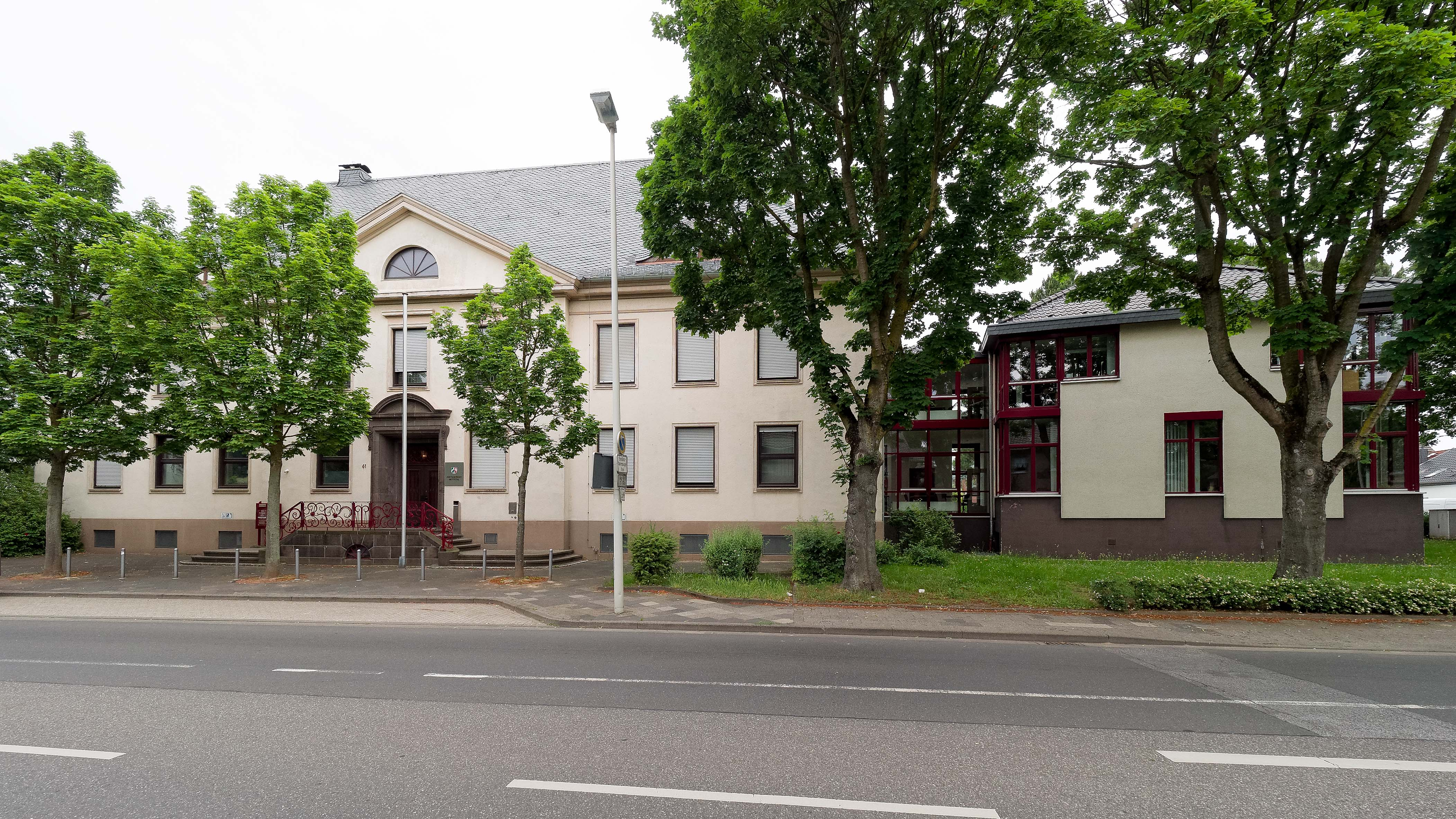
Amtsgericht Nettetal (Steegerstraße), 2018

Der Nettetaler Ortsteil Lobberich ist Sitz des Amtsgerichts Nettetal (bis 1970: Amtsgerichts Lobberich), das für die Stadt Nettetal und die Gemeinde Brüggen im Kreis Viersen zuständig ist. In dem 145 km² großen Gerichtsbezirk leben rund 59.000 Menschen. Nachbaramtsgerichte sind Kempen und Viersen.

## Übergeordnete Gerichte
Das dem Amtsgericht Nettetal übergeordnete Landgericht ist das Landgericht Krefeld, das wiederum dem Oberlandesgericht Düsseldorf untersteht.

## Geschichte
Das königlich preußische Amtsgericht Lobberich wurde mit Wirkung zum 1. Oktober 1879 als eines von neun Amtsgerichten im Bezirk des Landgerichtes Kleve im Bezirk des Oberlandesgerichtes Köln gebildet. Der Sitz des Gerichts war Lobberich. Sein Gerichtsbezirk umfasste aus dem Kreis Kempen Bürgermeistereien Breyell, Grefrath, Kaldenkirchen und Lobberich sowie aus dem Kreis Geldern die Bürgermeistereien Hinsbeck und Leuth. Am Gericht bestand 1880 eine Richterstelle. Das Amtsgericht war damit ein kleines Amtsgericht im Landgerichtsbezirk. Mit der Eingemeindung von Lobberich in die neue Stadt Nettetal zum 1. Januar 1970 änderte sich der Name des Amtsgerichts auf Amtsgericht Nettetal.